# Épicentre Tour
Tournées par M. Pokora
Pyramide Tour
(2019)
Epicentre Tour - La tournée des 20 ans est la 8e tournée personnelle de M. Pokora pour la promotion de son album Épicentre ainsi que pour fêter ses 20 ans de scènes avec son public.

## Dates de la tournée
| Date              | Ville            | Pays     | Lieu                          |
| ----------------- | ---------------- | -------- | ----------------------------- |
| Première partie   |                  |          |                               |
| 10 juin 2023      | Paris            | France   | Paris La Défense Arena        |
| 17 juin 2023      | Lille            | France   | Stade Pierre-Mauroy           |
| Festival          |                  |          |                               |
| 22 juin 2023      | Montauban        | France   | Montauban en scènes           |
| 24 juin 2023      | Nîmes            | France   | Festival de Nîmes             |
| 1er juillet 2023  | Aywaille         | Belgique | Feelgood Festival             |
| 7 juillet 2023    | Boulogne-sur-Mer | France   | Festival de la Côte d'Opale   |
| 8 juillet 2023    | Louhans          | France   | Les Nuits Bressanes           |
| 9 juillet 2023    | Bertrix          | Belgique | Baudet'stival                 |
| 12 juillet 2023   | Sion             | Suisse   | Sion sous les étoiles         |
| 15 juillet 2023   | Tarbes           | France   | De Fil en Musique             |
| 21 juillet 2023   | Perpignan        | France   | Live au Campo                 |
| Seconde Partie    |                  |          |                               |
| 29 septembre 2023 | Nantes           | France   | Zenith de Nantes              |
| 30 septembre 2023 | Nantes           | France   | Zenith de Nantes              |
| 1er octobre 2023  | Caen             | France   | Zenith de Caen                |
| 6 octobre 2023    | Poitiers         | France   | Arena Futuroscope             |
| 7 octobre 2023    | Amiens           | France   | Zénith d'Amiens               |
| 8 octobre 2023    | Amiens           | France   | Zénith d'Amiens               |
| 12 octobre 2023   | Le Mans          | France   | Antarès                       |
| 13 octobre 2023   | Amnéville        | France   | Galaxie d'Amnéville           |
| 14 octobre 2023   | Strasbourg       | France   | Zenith de Strasbourg          |
| 15 octobre 2023   | Strasbourg       | France   | Zenith de Strasbourg          |
| 19 octobre 2023   | Reims            | France   | Reims Arena                   |
| 20 octobre 2023   | Bruxelles        | Belgique | Palais 12                     |
| 21 octobre 2023   | Bruxelles        | Belgique | Palais 12                     |
| 7 novembre 2023   | Brest            | France   | Brest Arena                   |
| 8 novembre 2023   | Rennes           | France   | MusikHall                     |
| 10 novembre 2023  | Tours            | France   | Grand Hall                    |
| 11 novembre 2023  | Rouen            | France   | Zenith de Rouen               |
| 12 novembre 2023  | Rouen            | France   | Zenith de Rouen               |
| 16 novembre 2023  | Grenoble         | France   | Palais des sports de grenoble |
| 17 novembre 2023  | Marseille        | France   | Le Dome                       |
| 18 novembre 2023  | Montpellier      | France   | Sud de France Arena           |
| 21 novembre 2023  | Dijon            | France   | Zénith de Dijon               |
| 22 novembre 2023  | Orléans          | France   | Zenith d'Orleans              |
| 24 novembre 2023  | Bordeaux         | France   | Arkéa Arena                   |
| 25 novembre 2023  | Toulouse         | France   | Zenith de Toulouse            |
| 26 novembre 2023  | Pau              | France   | Zenith de Pau                 |
| 1er décembre 2023 | Nice             | France   | Palais Nikaïa                 |
| 2 décembre 2023   | Toulon           | France   | Zénith de Toulon              |
| 5 décembre 2023   | Genève           | Suisse   | Arena de Genève               |
| 6 décembre 2023   | Aix-en-Provence  | France   | Aréna du Pays d'Aix           |
| 8 décembre 2023   | St-Etienne       | France   | Zenith de Saint-Etienne       |
| 9 décembre 2023   | Clermont-Ferrand | France   | Zenith d'Auvergne             |
| 10 décembre 2023  | Limoges          | France   | Zenith de Limoges             |
| 12 décembre 2023  | Lyon             | France   | Halle Tony-Garnier            |
| 13 décembre 2023  | Lyon             | France   | Halle Tony-Garnier            |
| 17 décembre 2023  | Lille            | France   | Zénith de Lille               |
| 19 décembre 2023  | Paris            | France   | Accor Arena                   |
| Troisième partie  |                  |          |                               |
| 17 mai 2024       | Reims            | France   | Reims Arena                   |
| 18 mai 2024       | Dijon            | France   | Zénith de Dijon               |
| 23 mai 2024       | Poitiers         | France   | Arena Futuroscope             |
| 24 mai 2024       | Caen             | France   | Zénith de Caen                |
| 25 mai 2024       | Lille            | France   | Zénith de Lille               |
| 26 mai 2024       | Lille            | France   | Zénith de Lille               |
| 31 mai 2024       | Amnéville        | France   | Galaxie                       |
| 1er juin 2024     | Bruxelles        | Belgique | ING Arena                     |
| 7 juin 2024       | Toulouse         | France   | Zenith de Toulouse            |
| 14 juin 2024      | Nantes           | France   | Zénith de Nantes              |
| 15 juin 2024      | Amiens           | France   | Zénith d'Amiens               |

## Danseurs et danseuses
1. Audjyan Alcide
2. Léona Barcou
3. Nastasia Caruge
4. Alissa Ed-Dhimine
5. Alana Rixon
6. Sethanie Taing
7. Jackenzy Desauguste
8. Rubix
9. Rochka
10. Kefton
11. Armel Ngungunanga
12. Kuty
13. Maximilien Henrion
14. Johnny Vongratsavai

## Musiciens
GuitareHailé Dasta
BatterieMathieu Edward
Basse et direction musicaleFranck-Cliff Jean "BOOM"
ClavierMickael Joseph

## Setlist
1. Épicentre intro
2. Fahrenheit
3. Les planètes
4. On s'reverra
5. Alexandrie, alexandra
6. Pas sans toi
7. Si on disait (feat. Dadju & Vitaa {uniquement à Paris})
8. Medley "De retour & Dangerous"
9. Ouh na na
10. Rien d'impossible
11. Déjà volé
12. Elle me contrôle
13. Qui on est
14. Juste un instant
15. La nuit est à nous (seulement à Paris et Lille)
16. Parce que c'est toi
17. Juste une photo de toi
18. À nos actes manqués
19. Le monde
20. Medley "Robin des Bois"
21. Medley "En attendant la fin & Mieux que nous"
22. Avant vous
23. On est là
24. Un ange parmi les hommes
25. Tombé
26. Épicentre outro